# Piaggio P.50
Die Piaggio P.50 war ein schwerer Bomber des italienischen Herstellers Piaggio.

## Geschichte und Konstruktion
Die Piaggio P.50 wurde als schwerer Bomber für die Regia Aeronautica entwickelt, kam jedoch über das Prototypstadium nicht hinaus. Sie war die erste Konstruktion von Giovanni Casiraghi und baute auf den Entwürfen des Piaggio-Konstrukteurs Giovanni Pegna auf.

### P.50-I

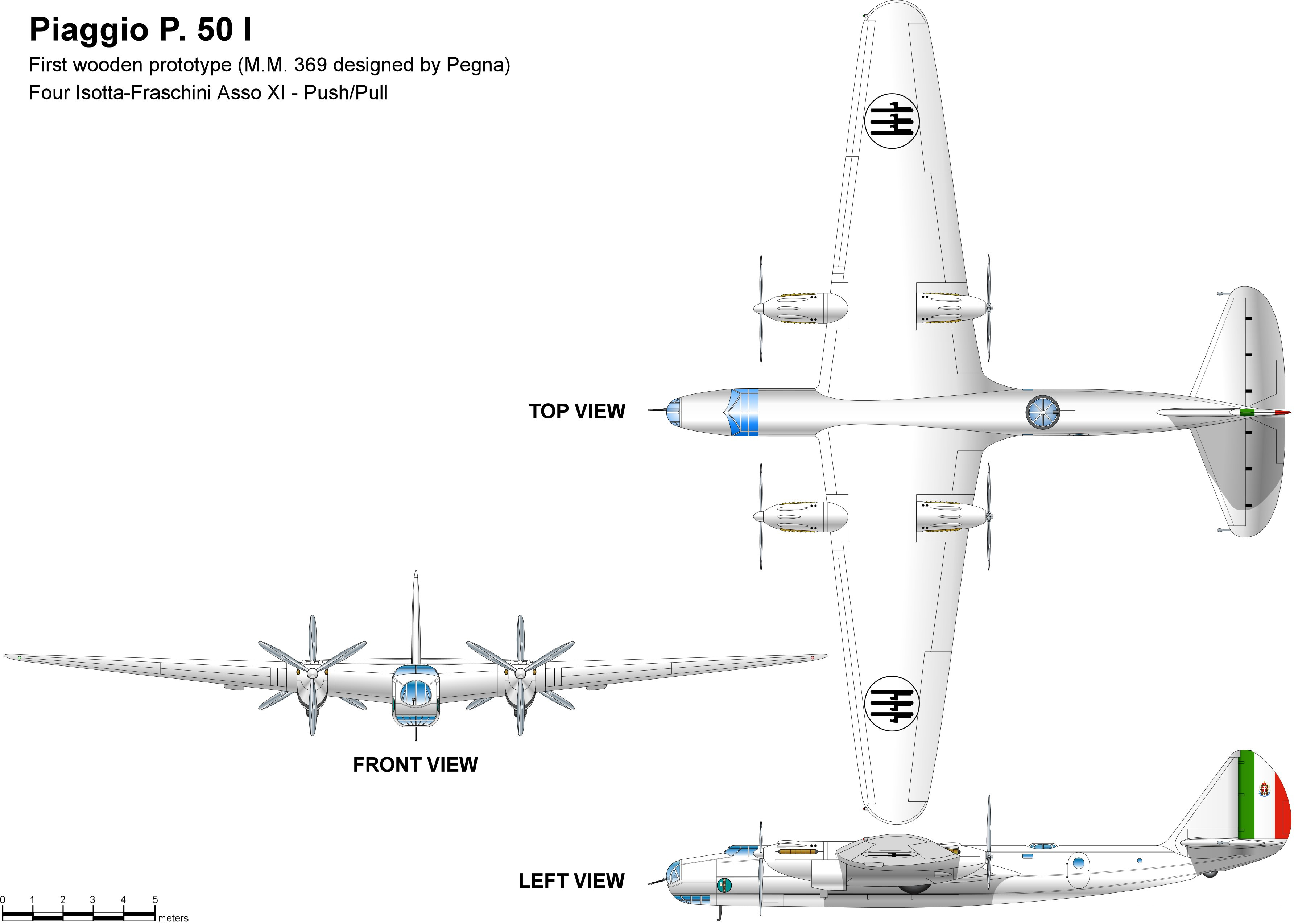
Dreiseitenansicht des 1. Prototyps mit zwei Motorgondeln und Zug- und Druckpropellern

Das erste Modell P.50-I war ein viermotoriger Schulterdecker mit einem konventionellen Leitwerk. Das Flugzeug besaß vier Motoren, die paarweise in zwei Motorgondeln hintereinander angeordnet waren und jeweils einen Zug- und einen Druckpropeller antrieben. Jeder der vier V12-Kolbenmotoren Isotta-Fraschini Asso XI.RC erreichte eine Leistung von 544 kW. Zur Verteidigung waren drei Waffenstände vorgesehen. Piaggio baute zwei Prototypen, von denen der erste im Jahr 1937, der zweite erstmals 1938 flog.

### P.50-II

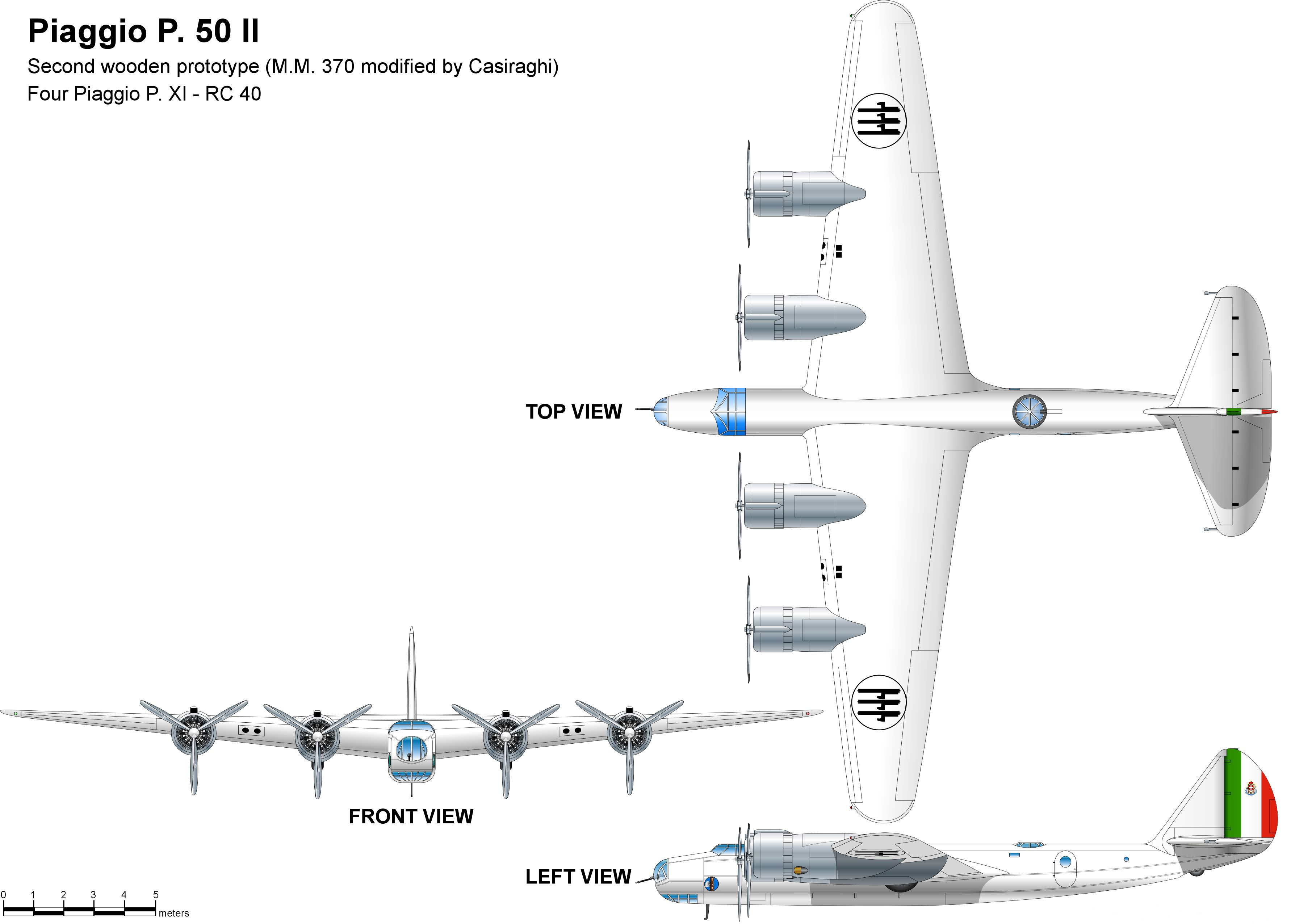
Dreiseitenansicht des 2. Prototyps vier Piaggio-P.XI-RC.40-Sternmotoren in einzelnen Gondeln

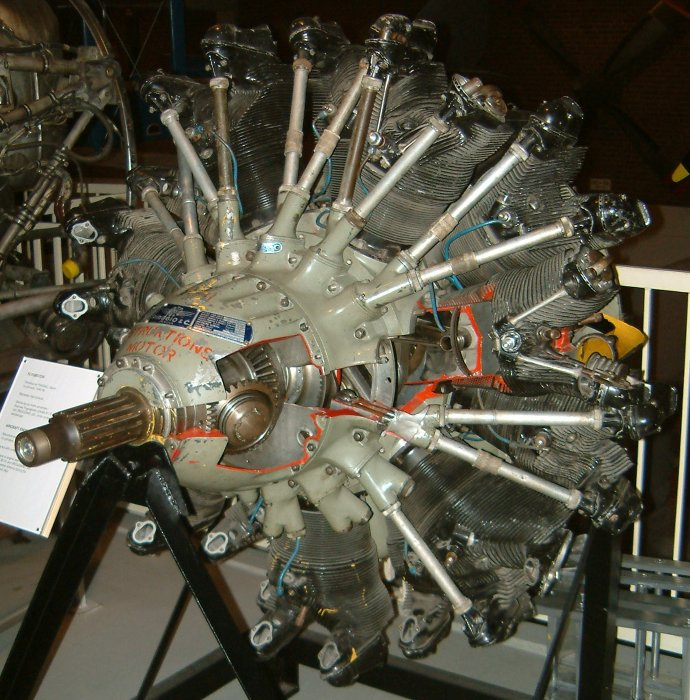
Sternmotor Piaggio P.XI-RC.40

Die neuere Variante P.50-II flog erstmals 1938. Die Maschine war mit vier Piaggio-P.XI-RC.40-Sternmotoren mit je 746 kW ausgerüstet, die unter Verzicht auf die Tandemmotorgondeln der P.50-I in vier normalen Motorgondeln untergebracht waren und Zugpropeller antrieben. Zur Verteidigung standen sechs 12,7-Millimeter-Maschinengewehre zur Verfügung. Von der P.50-II wurde lediglich ein Prototyp gebaut.
Zwar wurden keine P.50 bestellt, die Entwicklungsergebnisse konnten jedoch in die Konstruktion der Piaggio P.108 eingebracht werden.

## Technische Daten
| Kenngröße             | Daten (P.50-I)                                                                                |
| --------------------- | --------------------------------------------------------------------------------------------- |
| Besatzung             | 6                                                                                             |
| Länge                 | 19,81 m                                                                                       |
| Spannweite            | 25,79 m                                                                                       |
| Höhe                  | 4,75 m                                                                                        |
| Flügelfläche          | 100 m²                                                                                        |
| Flügelstreckung       | 6,7                                                                                           |
| Leermasse             | 12.973 kg                                                                                     |
| max. Startmasse       | 19.958 kg                                                                                     |
| Marschgeschwindigkeit |                                                                                               |
| Höchstgeschwindigkeit | 435 km/h                                                                                      |
| Dienstgipfelhöhe      | 8.200 m                                                                                       |
| Reichweite            | 2.998 km                                                                                      |
| Triebwerke            | 4 × flüssigkeitsgekühlte V12-Kolbenmotoren Isotta-Fraschini Asso XI.RC mit je 540 kW (734 PS) |
| Bewaffnung            | 3 × 12,7-mm-Maschinengewehre 2.500 kg Bomben                                                  |